# أجسام كامينو
أجسام كامينو (بالإنجليزية: Kamino bodies)‏ هي أجسام يوزينية كروية الشكل، ويتم مُلاحظتها مجهرياً في وحمة سبيتز وفي الشامة الميلانينية الحميدة.